# Nigma vulnerata
Nigma vulnerata là một loài nhện trong họ Dictynidae.
Loài này thuộc chi Nigma. Nigma vulnerata được Eugène Simon miêu tả năm 1914.